# Театр Сан-Педру (Порту-Алегри)
Театр Сан-Педру (порт. Theatro São Pedro) — театр в Порту-Алегри (штат Риу-Гранди-ду-Сул, Бразилия). Расположен на площади Марешал-Деодору, известной больше как площадь Богоматери (порт. Praça da Matriz) в историческом центре Порту-Алегри. Это старейший действующий театр в Порту-Алегри. Здание внесено в список исторического наследия на провинциальном и национальном уровнях.

## История
Строительство театра началось в 1833 году, но работы несколько раз задерживались и прерывались, и неоклассическое здание было открыто только 27 июня 1858 года. Внутреннее убранство, изначально очень богатое, было утрачено в ходе последовательных реконструкций. Основанный в 1858 году, театр быстро стал художественным, социальным и политическим центром страны.
В 1970-х годах здание было закрыто, поскольку находилось в состоянии крайней запущенности. Затем началась реставрация, которая была завершена только в 1984 году, когда оно было вновь открыто. Позже была добавлена большая пристройка с административными помещениями и помещениями для репетиций и других целей.

### Взлёт и падение

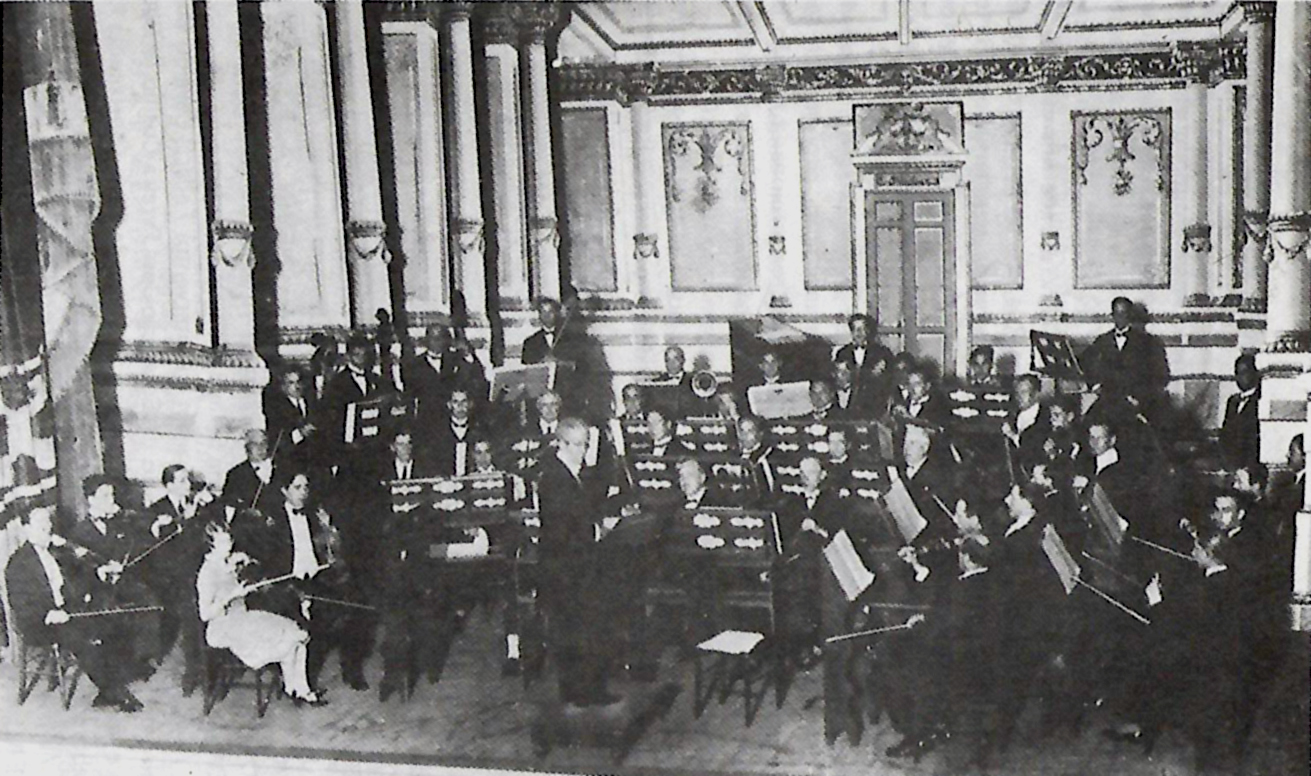
Концерт в 1928 году. Дирижёр Брага Франсиско, скрипка Ольга Фоссати.

Начиная с конца 1850-х годов протяжении более ста лет театр был сценой для самых запоминающихся представлений в Порту-Алегри. Ежегодные программы представляли разнообразные оперы. Одновременно была разработана программа пьес и камерных концертов, в театре выступали известные музыканты и актеры, такие как пианисты Артур Рубинштейн, Фридрих Гульда, Магда Тальяферро и Клаудио Аррау, дирижёр Эйтор Вила-Лобос, певцы Биду Сайан и Мариан Андерсон, драматург Роман Риш, французская группа Les Comediens des Champs-Elisées, Orquestra de Versalhes, актёры Вальмор Шагас, Пауло Аутран, Фернанда Монтенегру, Пауло Грасиндо и другие.
В 1950-х годах интерьер театра был отремонтирован и модернизирован. В его помещениях разместился Художественный музей Риу-Гранди-ду-Сул, у которого тогда ещё не было собственного здания. Коллекция музея хранилась на чердаке, а фойе зала было приспособлено под выставочный зал, открывшийся в 1957 году. Музей оставался в театре до его закрытия в 1970-х годах, и в этот период, несмотря на ненадёжность помещений, он играл важную роль в художественной жизни штата, представляя множество успешных выставок.
В 1960-х годах здание было перестроено, но, несмотря на высокую театральную активность, в апреле 1973 года Театр Сан-Педру был закрыт из-за полного отсутствия условий для работы: здание находилось в плачевном состоянии с повсеместным заражением термитами, протечками и серьёзными проблемами с электросетью, тогда же рассматривался вопрос о его сносе.[2][4] Антонио Хольфельдт, который управлял музеем в то время, сказал, что ситуация была крайне нестабильной, «страх того, что здание загорится, был ежедневной проблемой», и «со всеми этими термитами, старыми деревянной конструкцией и проводкой был постоянный риск, и мы были в ужасе, что ночью произойдёт короткое замыкание и всё сгорит».

### Реставрация и повторное открытие

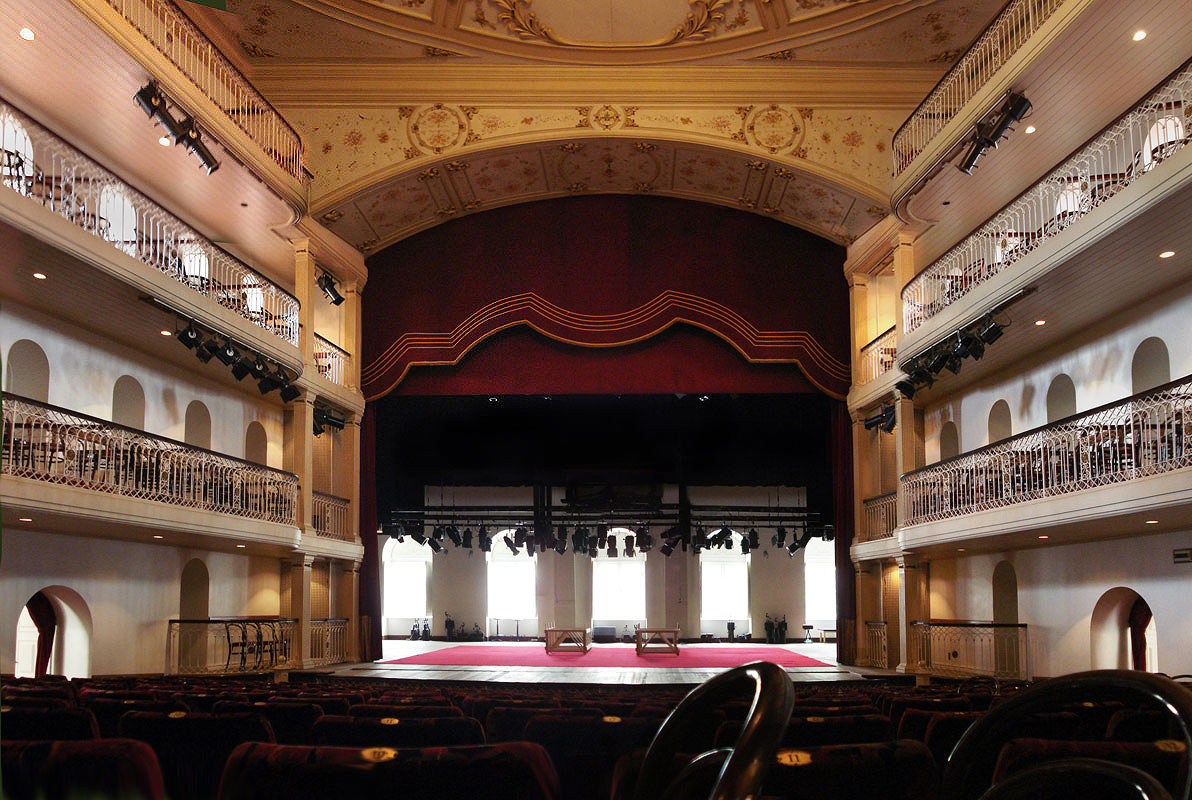
Новая сцена.

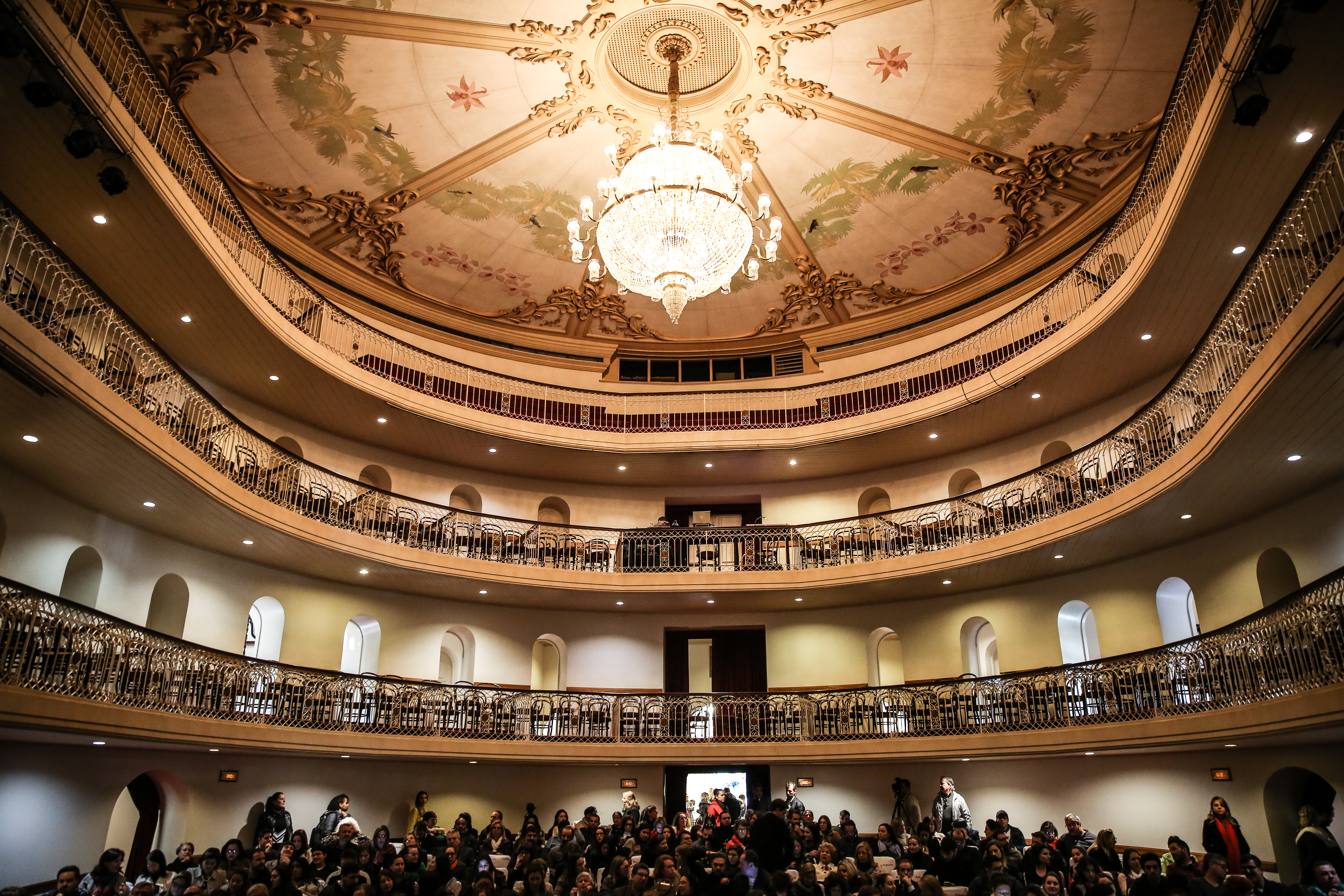
Зрительный зал.

Реставрационные работы начались в 1975 году под руководством архитектора Карлоса Манкузо. Ожидалось, что реставрация займет два года, но она затянулась до 1984 года. Дом был вновь открыт 28 июня кукольным представлением и выступлением Симфонического оркестра Порту-Алегри под управлением Элеазара де Карвалью. В первом официальном сезоне был показан мюзикл «Пиаф» с Биби Феррейрой в главной роли и с 41 представлением.
Из-за высокой степени износа здания реставрация была радикальной, и был сохранён практически только скелет здания. Некоторые элементы оригинального убранства были сохранены, такие как железные перила галерей, но большинство других были реконструированы, такие как хрустальная люстра, сиденья и роспись потолка, выполненные Лео Дексхаймером, Плиниу Бернхардтом, Данубиу Гонсалвешем и Карлосом Манкузо.[7] В то же время тетр был оснащён современным сценическим оборудованием и вспомогательными помещениями.
В 1977 году городское правительство включило его в перечень городских объектов, имеющих историческую и культурную ценность и выразительную традицию, а в 1984 году он был включён в список Института исторического и художественного наследия штата Риу-Гранди-ду-Сул.
На новом этапе театром управляет Фонд театра Сан-Педру, созданный в 1982 году и руководимый Эвой Софер до её смерти в 2018 году. В 1985 году была основана Ассоциация друзей для поддержки и финансирования театральной деятельности, а также Камерный оркестр — проект, задуманный скрипачом и профессором Марчелло Гершфельдом и дирижерами Арлиндо Тейшейрой и Жозе Педро Боэссио, и разработанный в партнёрстве с музыкальным факультетом Федерального университета Риу-Гранди-ду-Сул. В 1995 году команда под руководством Евы Софер отправилась на поиски новых земель поблизости, чтобы расширить комплекс. После публичного конкурса в 1998 году проект архитекторов Марко Переса, Далтона Бернардеса и Хулио Рамоса Коллареса был выбран для строительства Multipalco, а строительные работы начались в 2003 году.
В 2003 году Национальный институт исторического и художественного наследия включил театр в список национального наследия. В 2008 году, когда отмечалось 150-летие театра, был создан музей театра Сан-Педру, состоящий из четырёх комнат в подвале для демонстрации документов, фотографий, газетных вырезок и экспонатов, рассказывающих его историю.